# 가미후타다역
가미후타다역(일본어: 上二田駅)은 일본 아키타현 가타가미시에 위치한 동일본 여객철도 오가 선의 철도역이다. 단선 승강장 1면 1선의 구조를 갖춘 지상역이다.

## 역 주변
- 가타가미 시청

## 역사
- 1956년 11월 26일 : 국철의 역으로서 미나미아키타군 덴노 촌에 개업.
- 1987년 4월 1일 : 일본국유철도 분할 민영화에 의해, 동일본 여객철도가 승계.
- 2010년 4월 1일 : 오이와케 역에서 쓰치자키 역으로 관리역이 변경됨.

## 인접 역
| 동일본 여객철도 오가 선         | 동일본 여객철도 오가 선 | 동일본 여객철도 오가 선 |
| ------------------------------- | ----------------------- | ----------------------- |
| 데토하마 아키타 · 오이와케 방면 | ■ 오가 선               | 후타다 오가 방면        |